# Kasse laht
Kasse laht är sjö i västra Estland. Den ligger i Hanila kommun i landskapet Läänemaa, 120 km sydväst om huvudstaden Tallinn. 
Kasse laht är belägen på samma nivå som havet och är en tidigare havsvik som blivit avsnörd på grund av landhöjningen. Efterledet laht är estniska för vik. Arean är 0,7 kvadratkilometer. Kasse laht tillförs vatten av vattendraget Hanila oja och avvattnas av en liten å som mynnar i viken Mõisa laht/Rame laht i Östersjön.